# Psittacella modesta
Il pappagallo tigrato modesto (Psittacella modesta) è un uccello della famiglia degli Psittaculidi, endemico della Nuova Guinea.